# Kenzo Takada
Kenzo Takada (Himeji, Japão, 27 de fevereiro de 1939 – Neuilly-sur-Seine, 4 de outubro de 2020) foi um estilista japonês, fundador da marca de perfumes, cosméticos e roupas Kenzo.

## Carreira
O amor de Kenzo para a moda foi desenvolvida em uma idade precoce, sobretudo através da leitura de revistas de suas irmãs. Em breve ele frequentou a Universidade de Kobe, onde se sentia entediado e finalmente retirou-se, contra a vontade da sua família. Em 1958, entrou para uma escola de moda, Bunka Fashion College de Tóquio, que tinha então apenas abertas suas portas para estudantes do sexo masculino.
Depois de ganhar o seu diploma, ele se estabeleceu em Paris em 1964. Ele estava tentando ganhar um lugar no meio da moda, assistir a espectáculos, fazendo contatos com a mídia e esboços de venda. Nos primeiros projetos Kenzo começou porque ele só podia dar ao luxo de comprar seus tecidos a partir de Mercado de pulgas. Como resultado, Kenzo tinha que misturar muitos tecidos em negrito juntos para fazer uma peça de vestuário.

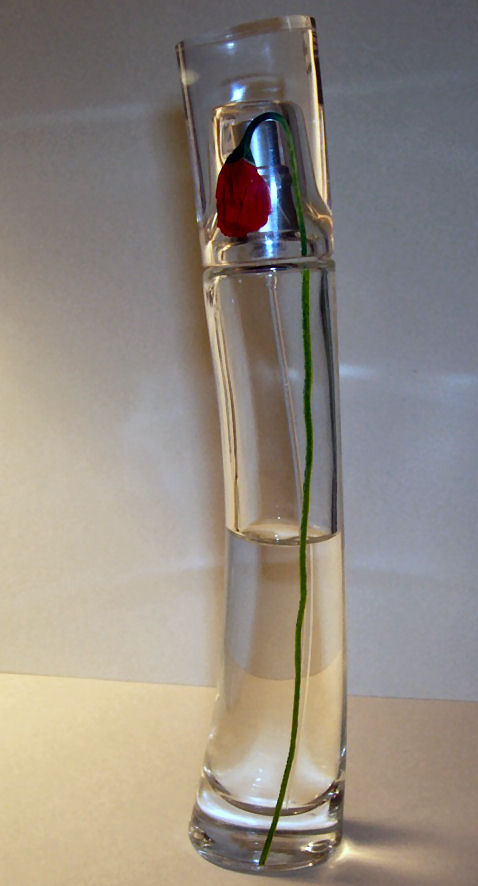
Frasco do perfume Flower.

O sucesso de Kenzo começou em 1970: neste ano ele apresentou sua primeira exposição na Galeria Vivienne, sua primeira loja, Jungle Jap foi aberto, e uma de suas modelos apareceram na capa da ELLE. Sua coleção foi apresentada em Nova Iorque e Tóquio em 1971. No ano seguinte, ganhou o Editor Fashion Club de prêmio do Japão. Kenzo mostrou seu senso de aparência dramática quando, em 1978 e 1979, ele realizou a sua mostra em uma tenda de circo, finalizando com atores vestidos com uniformes de amazonas transparentes e ele mesmo montando um elefante.
Sua coleção primeiros homens foi lançada em 1983. Em 1988, sua linha de perfumes da mulher começou com Kenzo de Kenzo (agora conhecido como Ça Sent Beau), Parfum d'été, Le monde est beau e L'eau par Kenzo. Kenzo pour Homme foi o seu primeiro perfume para homens (1991). Flower by Kenzo, lançado em 2000, desde então se tornou uma fragrância emblemática para a marca Kenzo Parfums. Em 2001, uma linha de cuidados, KenzoKI também foi lançado.
Desde 1993, a marca Kenzo é de propriedade da empresa francesa de artigos de luxo LVMH.
Kenzo Takada anunciou sua aposentadoria em 1999, deixando seus auxiliares no comando de sua grife. Em 2005, ele reapareceu como um designer na área de decoração, apresentando a "Gokan Kobo" ("oficina dos cinco sentidos"), uma marca de talheres, objetos de casa e mobiliário. Em 2011, Kenzo assinou uma coleção com mais de 40 peças de mesa exclusivas para Revista Caras.
Morreu no dia 4 de outubro de 2020 em Neuilly-sur-Seine, aos 81 anos, em decorrência da COVID-19.